# Музей Америки (Мадрид)
Мадридский музей Америки (исп. Museo de América) — один из крупнейших музеев, рассказывающих об истории Северной и Южной Америки. Является национальным и включает в себя коллекции художественного, археологического и этнографического содержания с доколумбовых времён до завоеваний Америки.
Основан 19 апреля 1941 года, а в 1962 году все фонды переведены в нынешнее здание, построенное архитекторами Луисом Мойя Бланко и Луисом Мартинесом Федучи. Архитектурный стиль музея относится к так называемому историзму, а внутренний дворик напоминает американский клуатр.

## Коллекции музея
Постоянная экспозиция разделена на пять главных тематических разделов:
- Знания об Америке.
- Реальность Америки.
- Общество.
- Религия.
- Коммуникации.

Здесь можно увидеть множество статуэток и статуй пантеона самых разных богов, золотые украшения ацтеков и майя, их одежду, утварь, картины с изображением индейцев и даже мумию.

## Посещение музея
Расписание с 1 мая по 31 октября:
- 09:30 — 20:30 со вторника по субботу
- 10:00 — 15:00 в воскресенья и в праздники

Расписание с 1 ноября по 30 апреля:
- 09:30 — 18:30 со вторника по субботу
- 10:00 — 15:00 в воскресенья и в праздники

Музей закрыт по понедельникам, 1 января, 1 мая, 24, 25 и 31 декабря, а также по местным праздникам.
Вход бесплатный: воскресенье, 18 мая (Международный день музеев), 12 октября (Национальный праздник Испании) и 6 декабря (День конституции Испании).